# モーターヘッド (アクアリウム)
モーターヘッドとはアクアリウムの外部式フィルターに使用する筐体とモーター部分の総称である。

## 構造
基本的には揚水ポンプとそれを包むカバーで覆われており、普通この上部に排水パイプのみ、または給水・排水パイプが付く。基本的には重力バランスを考慮しここにポンプを配置するが、呼び水不要化の観点から給水口側などにポンプを付けている製品もある。なお、ハイエンドの製品では回転数を制御する為にマイクロプロセッサとコンソールを組み込んでいる物もある。
一般的に外部式フィルターの上部がこの装置になっており、下部にキャニスター（濾過槽）が付く構造である。

## 呼び水機能とその方法
以前の外部式フィルターには水槽へ設置する際に必須な呼び水機構が無く、専用のスターターや口で導水していた。だが近年発売された機体は省力化の観点からモーターヘッド部にこれを標準装備している。方法には普及率が高く操作も容易な「ボタンを連打」する製品と「持ち手を倒す」動作を利用した物が主流で、いずれも濾過槽内の陰圧を用いるために逆止弁を装備している。ちなみに、以前のイタリア製品等には「直接注水する」という機種もあった。